# Norbert Maillart
Norbert-Auguste Maillart (traducido al español como Norberto Maillart, y erróneamente llamado Maillard) fue un arquitecto francés nacido en Lachaussée-du-Bois-d'Écu (comuna del departamento de Oise) en 1856. Fue un representante del academicismo francés en la arquitectura del Río de la Plata. Llegó allí a mediados de 1880, trabajando tanto en Uruguay como en la Argentina.

## Biografía

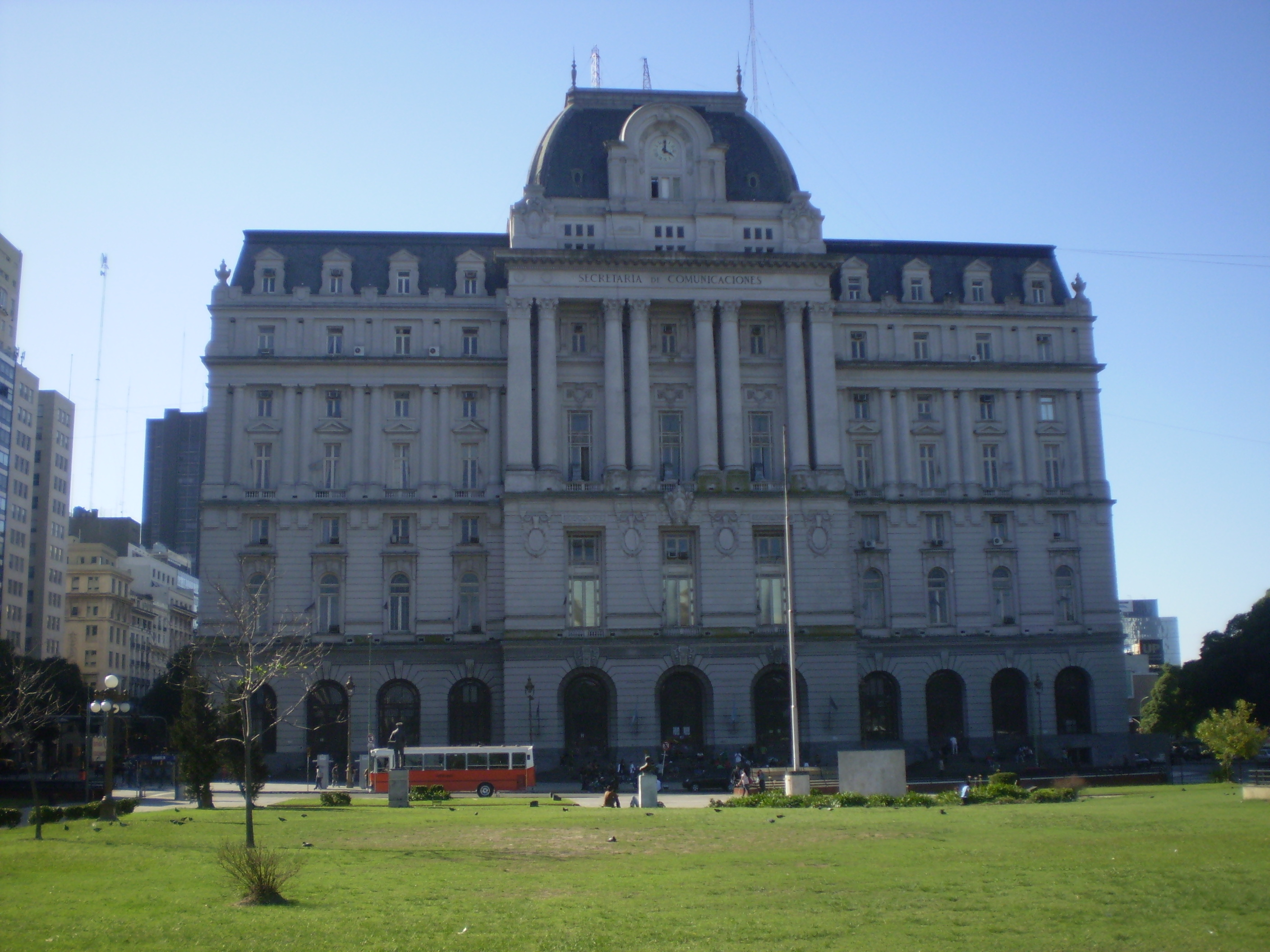
Edificio de Correo en Buenos Aires, (primeramente proyectado por Maillart)

Nació en Lachaussée-du-Bois-d'Écu (comuna del departamento de Oise). Estudió en la École des Beaux-Arts de París y fue laureado por el Instituto de Francia, además de recibir diversos premios en certámenes (Müller-Soehnées y Lecler), así como el Second Grand Prix de Roma de 1881.
Dos años después, el joven Maillart participaba en un concurso internacional de propuestas para el nuevo Teatro de la Victoria en Valparaíso (Chile), competencia en la cual ganó el segundo premio.

### Río de La Plata
Trabajando en Chile, Maillart fue presentado por el General Benjamín Victorica al Doctor Ramón Cárcano, nombrado como Director de Correos de la Argentina por el nuevo Presidente Miguel Juárez Celman Buenos Aires. Trasladado a Buenos Aires, Maillart resultó uno de los arquitectos europeos favoritos del Estado Argentino, encargado de los proyectos de edificios fundamentales para la recién consolidada república, junto con Francesco Tamburini y Vittorio Meano.
En 1886 presentó el primer proyecto para el Palacio de Correos y Telecomunicaciones, luego extensamente demorado y muchas veces modificado. El edificio, que ocupa una manzana entera entre las avenidas Corrientes y Leandro N. Alem y las calles Sarmiento y Bouchard, fue reformulado por el mismo Maillart en 1908 y terminó inaugurándose recién en 1928. Emparentado por lazos de sangre con Cárcano, se sabe que Maillart tuvo a cargo el diseño y construcción de su residencia particular, en la esquina céntrica de las calles Tucumán y 25 de Mayo, actualmente demolida.

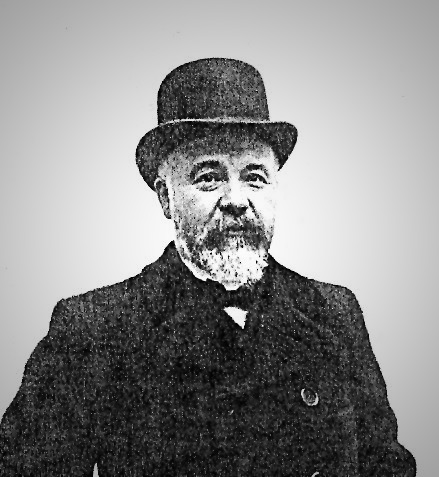
Norbert Maillart en 1908

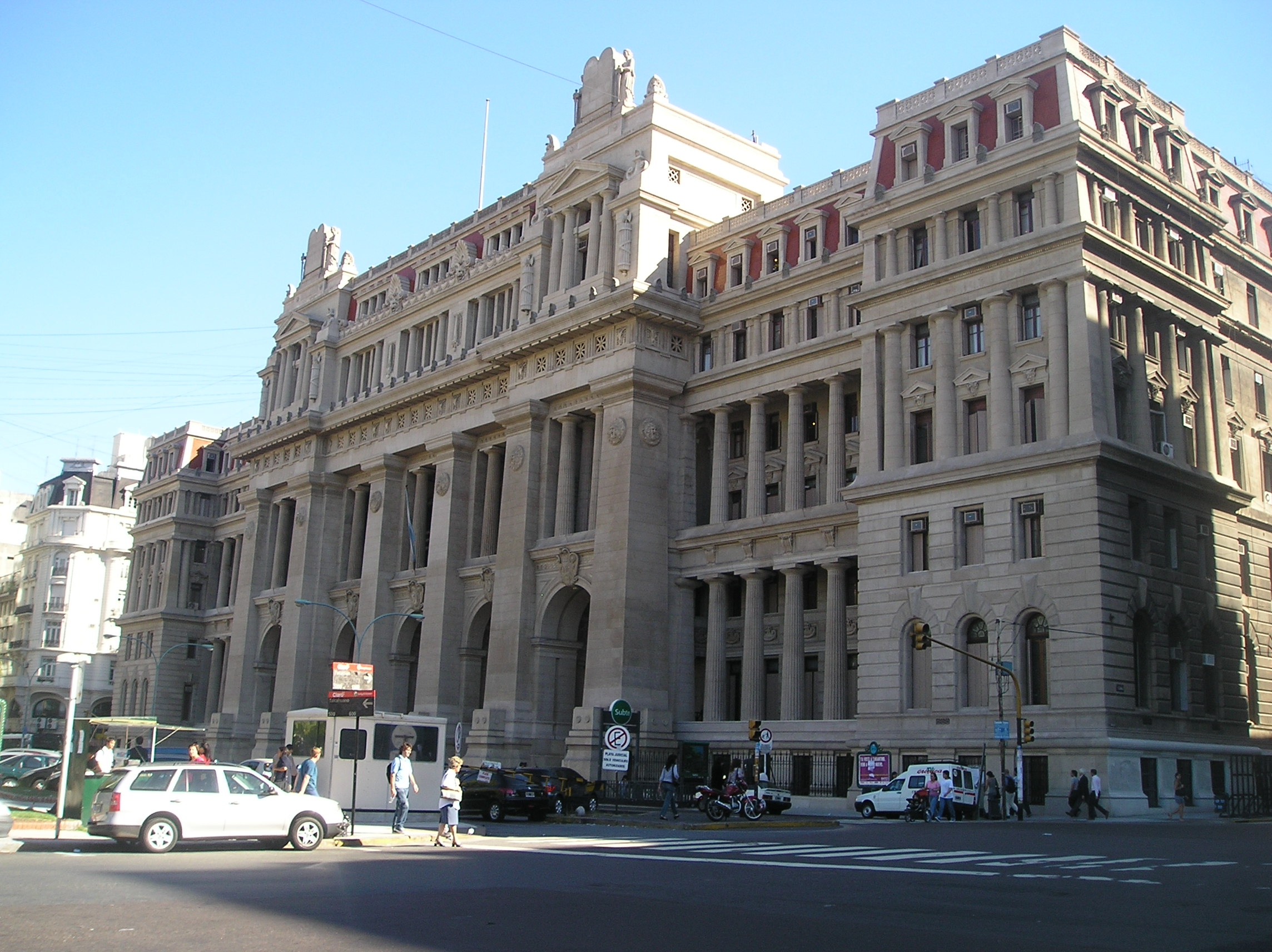
Palacio de Justicia de Buenos Aires, obra de maillart)

La segunda gran obra de Maillart fue el Palacio de Justicia, construido frente a la nueva Plaza Lavalle donde antes se encontraba el Arsenal donde, entre otras cosas, se había desarrollado la Revolución del Parque en 1890. Este imponente edificio, que ocupa toda la manzana entre las calles Talcahuano, Lavalle, Uruguay y Tucumán, se inauguró en 1910 aunque su construcción se extendió entre 1905 y 1942.

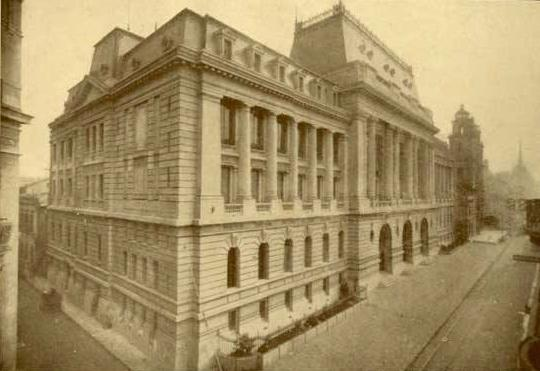
Colegio Nacional de Buenos Aires

En 1908, elaboró el proyecto para el actual edificio del Colegio Nacional de Buenos Aires, cuya piedra fundamental fue colocada por el presidente Figueroa Alcorta en 1910, y sería inaugurado completo recién en 1938 por el presidente Ortiz.
Existe además un cuarto proyecto atribuido por algunas fuentes a Maillart en Buenos Aires, aunque en otras es atribuido al alemán Günther Müller, y es el de la casa central del Banco Alemán Transatlántico en el cruce de las calles Balcarce y Adolfo Alsina. Hoy este edificio fue anexado por el Ministerio de Economía.
En Montevideo, presentó en 1887 un proyecto de Palacio de los Altos Poderes del Estado que concentrara a las tres partes de la república, pero finalmente la crisis de 1890 frustró la iniciativa.
En 1910 proyectó el jardín de invierno de la Casa Rosada, sede del Poder Ejecutivo Nacional. Luego de ser destruido por el bombardeo realizado sobre el edificio en 1955, al reconstruir la Casa Rosada fue directamente reemplazado por un conjunto de oficinas.
Maillart realizó también una serie de proyectos para el Estado Argentino que nunca fueron más allá de la propuesta. Con miras al Centenario de la Revolución de Mayo, diseñó un plan para un nuevo Palacio de Gobierno de la Provincia de Córdoba y un proyecto general de ampliación de la Casa Rosada y remodelación total del Parque Colón y su entorno. Esto hubiera significado no solo remodelar la Casa de Gobierno con nuevas fachadas y más espacio para oficinas, sino la construcción de una Residencia Presidencial sobre el parque, la modificación de todas las avenidas y calles de la zona y la demolición del nuevo edificio de la Aduana de Buenos Aires para ampliar los paseos públicos. Todas estas propuestas no prosperaron, y la crisis económica desatada en la Argentina por el estallido de la Primera Guerra Mundial en 1914 sepultó el plan definitivamente.

### Vuelta a Europa
En 1912 se alejó definitivamente de la Argentina.